# Nyúlport reptér
A Nyúlport reptér (eredeti cím: Hareport) francia-belga koprodukcióban készült, gyerekeknek szóló, animációs sorozat. Jan Bultheel készítette. A produkció angol címe egyértelmű szójáték az "airport" szóval, maga a "hare" szó vadnyulat jelent. A műsor egy nyúltestvér párosról szól, akiknek egyszer érdekes ötletük támadt: építenek egy nemzetközi repülőteret. Az epizódok alatt több állat is megfordult ebben a különleges létesítményben. A sorozat 1 évadot élt meg 26 epizóddal. 13 perces egy epizód. Magyarországon a Minimax mutatta be 2010-ben.